# كولدو جيل
كولدو جيل (بالإسبانية: Koldo Gil)‏ مواليد 16 يناير 1978 في إسبانيا، هو دراج إسباني سابق في صنف سباق الدراجات على الطريق.

## سباقات أو مراحل فاز بها
- طواف سويسرا
- طواف إيطاليا

## روابط خارجية
- كولدو جيل على موقع الاتحاد الدولي للدراجات (الإنجليزية)
- كولدو جيل على موقع أرشيف الدراجات (الإنجليزية)
- كولدو جيل على موقع نسبة الدراجات (الإنجليزية)
- كولدو جيل على موقع CycleBase (الإنجليزية)